# Porto de Mós
Porto de Mós ('poɾtu dɨ mɔʃ) è un comune portoghese di 23.211 abitanti situato nel distretto di Leiria.
È una cittadina moderna dell'Estremadura (così chiamata perché all'epoca della prima fase della Reconquista era la "estremità" del "Regno di Portucale"). Si trova a sei chilometri dalla piana di Aljubarrota, località dove si svolse il 14 agosto 1345 la battaglia decisiva delle truppe di dom João de Avis vittoriose sugli Spagnoli, sancendo l'indipendenza del Portogallo e l'ascesa al trono della dinastia degli Aviz, che regnerà nei due secoli successivi nel periodo di maggior gloria della storia nazionale, soprattutto per i grandi viaggi dei navigatori portoghesi e la colonizzazione delle terre scoperte.
Conserva un castello di antiche origini, distrutto durante la guerra con i Castigliani e ricostruito da dom Alfonso, conte di Ourém come residenza nobiliare. Ha torri cuspidate maiolicate e un ampio loggiato.
Nelle vicinanze di Porto de Mós inizia il Parque natural das Serras de Aire e Canceros, di 34.000 ha, dal paesaggio montuoso caratterizzato da formazioni di tipo carsico e da zone riforestate di eucalipti. Nel sottosuolo si aprono grotte profonde, in parte visitabili.

## Monumenti e luoghi d'interesse

### Aree naturali
- Grotte di Mira de Aire, nella freguesia di Mira de Aire[1]

## Società

### Evoluzione demografica
| Popolazione di Porto de Mós (1801 – 2021) | Popolazione di Porto de Mós (1801 – 2021) | Popolazione di Porto de Mós (1801 – 2021) | Popolazione di Porto de Mós (1801 – 2021) | Popolazione di Porto de Mós (1801 – 2021) | Popolazione di Porto de Mós (1801 – 2021) | Popolazione di Porto de Mós (1801 – 2021) | Popolazione di Porto de Mós (1801 – 2021) | Popolazione di Porto de Mós (1801 – 2021) | Popolazione di Porto de Mós (1801 – 2021) | Popolazione di Porto de Mós (1801 – 2021) | Popolazione di Porto de Mós (1801 – 2021) | Popolazione di Porto de Mós (1801 – 2021) | Popolazione di Porto de Mós (1801 – 2021) | Popolazione di Porto de Mós (1801 – 2021) | Popolazione di Porto de Mós (1801 – 2021) | Popolazione di Porto de Mós (1801 – 2021) | Popolazione di Porto de Mós (1801 – 2021) |
| ----------------------------------------- | ----------------------------------------- | ----------------------------------------- | ----------------------------------------- | ----------------------------------------- | ----------------------------------------- | ----------------------------------------- | ----------------------------------------- | ----------------------------------------- | ----------------------------------------- | ----------------------------------------- | ----------------------------------------- | ----------------------------------------- | ----------------------------------------- | ----------------------------------------- | ----------------------------------------- | ----------------------------------------- | ----------------------------------------- |
| 1801                                      | 1849                                      | 1878                                      | 1890                                      | 1900                                      | 1911                                      | 1920                                      | 1930                                      | 1940                                      | 1950                                      | 1960                                      | 1970                                      | 1981                                      | 1991                                      | 2001                                      | 2004                                      | 2011                                      | 2021                                      |
| 10.742                                    | 9.801                                     | 10.860                                    | 11.834                                    | 12.554                                    | 14.533                                    | 14.604                                    | 16.296                                    | 18.796                                    | 20.524                                    | 21.220                                    | 20.412                                    | 21.700                                    | 23.343                                    | 24.271                                    | 24.775                                    | 24.342                                    | 23.211                                    |

## Freguesias
- Alcaria
- Alqueidão da Serra
- Alvados
- Arrimal
- Calvaria de Cima
- Juncal
- Mendiga
- Mira de Aire
- Pedreiras
- São Bento
- São João Baptista (Porto de Mós)
- São Pedro (Porto de Mós)
- Serro Ventoso